# Louis Lonchamp
Pour les articles homonymes, voir Lonchamp.
Louis Lonchamp, né le 26 mai 1770 à Sombacour (Doubs), mort le 19 janvier 1832 à Sombacour (Doubs), est un général français de la Révolution et de l’Empire.

## États de service
Il entre en service le 10 août 1792, comme capitaine dans le 7e bataillon de volontaires du Doubs, et il sert successivement dans les armées du Rhin, du Nord, de Sambre-et-meuse et d’Italie. 
En 1798, il fait partie de l’expédition d’Égypte. Il est blessé d’un coup de feu à la jambe gauche au siège du Caire le 18 avril 1800, et le 21 mars 1801 à la Bataille de Canope près d’Alexandrie. Il devient chef de bataillon le 27 avril 1801. 
De retour en France, il sert en 1803 et 1804 à l’armée des côtes de l’Océan sous les ordres du maréchal Soult, et il est fait chevalier de la Légion d’honneur le 14 juin 1804. Il passe le 30 août 1805, avec son grade dans les grenadiers à pied de la Garde impériale, et il fait avec ce corps les campagnes de 1805 à 1807 à la Grande Armée en Allemagne. Il est élevé au grade d’officier de la Légion d’honneur le 14 mars 1806.
Il participe aux principales affaires de cette époque, et il est blessé d’un coup de feu au cou à la bataille d’Eylau le 8 février 1807. Il est nommé colonel major le 20 janvier 1808, au 2e régiment de grenadiers à pied de la garde impériale, il est affecté avec son régiment en Espagne. 
Le 16 janvier 1809, il rejoint le 1er régiment de tirailleurs de la Garde impériale, et il fait avec ce corps la campagne d’Allemagne et d’Autriche. Il se distingue à la bataille d’Essling les 21 et 22 mai 1809, où il est blessé d’un coup de feu à l’épaule gauche. Il est fait commandeur de la Légion d’honneur le 5 juin 1809, et il est créé baron de l’Empire le 15 mars 1810.
En 1811, il retourne en Espagne pour servir sous les ordres du général Dorsenne, et il est promu général de brigade le 9 décembre 1811. En 1812, il est affecté à la division du général Compans au 1er corps de la Grande Armée, unité avec laquelle, il fait la campagne de Russie, ainsi que la retraite de Moscou.
En 1813, il est employé dans la division du général Rochambeau, dépendant du corps d’armée du général Lauriston et il se retrouve aux différents combats qui se déroulent sur l’Elbe.
Il fait la campagne de France en 1814 sous les ordres du général Rusca, et il se distingue le 14 février par la résistance qu’il oppose aux ennemis lors de la prise de Soissons par le général Wintzingerode. Il est fait prisonnier en sortant de la ville par les troupes du général Tchernychev.
De retour en France le 20 mai 1814, lors de la première restauration, le roi Louis XVIII, le fait chevalier de Saint-Louis le 25 août suivant.
Le 15 avril 1815, il commande le département du Var, et le 11 mai suivant celui des Basses-Alpes. Il est mis en non activité le 1er septembre 1815.
Le 20 décembre 1818, il est mis dans le cadre des disponibles, et il est admis à la retraite le 16 février 1825.
Il meurt le 19 janvier 1832, à Sombacour.

## Armoiries
| Armoiries | Nom du chevalier et blasonnement |
| --------- | --- |
|           | Chevalier Louis Lonchamp et de l'Empire, lettres patentes du 20 août 1808. D'or, adextré d'une impériale fleurie au naturel, sénestré d'un Hercule de carnation couvert d'une peau de lion au naturel et appuyé à sénestre sur une massue du même, surmonté d'une étoile d'honneur en date en chef, le tout soutenu d'un champagne de gueules au signe des chevaliers - Livrées : rouge et aurore. |

| Figure | Nom du baron et blasonnement |
| ------ | --- |
|        | Armes du baron Louis Lonchamp et de l'Empire, décret du 15 mars 1810, lettres patentes du 27 décembre 1811, commandeur de la Légion d'honneur Écartelé, au minaret d'azur ; au deuxième des barons tirés de l'armée ; au troisième de gueules à l'Impériale d'or, tigée et feuillée de sinople ; au quatrième d'or au lion couché, la tête en rencontre de sable - Livrées : les couleurs de l'écu ; le verd en bordure seulement. |